# Cibuyo
Cibuyo (oficialmente en asturiano: Cibuyu) es un lugar y una parroquia española del concejo de Cangas del Narcea, en el Principado de Asturias.

## Historia
Hacia mediados del siglo XIX, la parroquia, ya por entonces perteneciente al municipio de Cangas de Tineo, tenía contabilizada una población de 607 habitantes. Aparece descrita en el quinto volumen del Diccionario geográfico-estadístico-histórico de España y sus posesiones de Ultramar de Pascual Madoz con las siguientes palabras:

CIBUYO (San Salvador de): felig. en la prov. y dióc. de Oviedo (14 leg.), part. jud. y ayunt. de Cangas de Tineo (1), sit. á la izq. del r. Narcea, con libre ventilacion y clima sano. Se compone del l. de su nombre, y de los de Arbolente, Folguerua, Otás, Pandiello, San Esteban, Saburcio, Sestorraso, Soto y Vega del Castro, que reunen mas de 100 casas. La igl. parr., dedicada á San Salvador, tiene por anejas las de Berguño y Castañedo, y está servida por un cura, cuyo destino es de término y de patronato real. Tambien hay distintas ermitas de propiedad particular y del vecindario. Confina el térm. con las felig. de Vergame, San Damias, Vegalagar y la de Berguño. El terreno participa de monte y llano, y es bastante fértil; le cruza por la parte del E. el indicado r. Narcea, sobre el cual hay un puente de piedra para pasar á la parr. de Berguño; y por el O. atraviesa un riachuelo denominado del Coto, que confluye en el anterior á corta dist. Los caminos son locales, habiendo uno que dirige á la cap. del part.; de la cual se recibe el correo. prod.: trigo, cebada, maiz, castañas, avellanas, legumbres, hortaliza y frutas; se cria ganado vacuno, caballar, de cerda, lanar y cabrio; hay caza y pesca de varias especies. pobl.: 105 vec., 607 alm. contr.: con su ayunt. (V.)
(Madoz, 1846, p. 384)

## Demografía
En 2024, la entidad colectiva de población de Cibuyo tenía empadronados 178 habitantes, repartidos entre las entidades singulares de Arbolente (con 4), Cibuyo (con 68), Folguerúa (con 12), Las Fraguas (con 3), Otás (con 19), San Esteban (con 14), Saburcio (con 10), Soto de Cibuyo (con 26) y Vega del Castro (con 22).

## Patrimonio
Las fiestas de este núcleo rural son el primer domingo de agosto.

## Personajes ilustres
- Gervasio Collar, industrial asturiano, afincado en Madrid. Nació en el pueblo de Saburcio, perteneciente a esta parroquia.
- Agustín Jesús Barreiro Martínez, naturalista, antropólogo e historiador de la Ciencia de la Naturaleza. Nacido en Cibuyo en 1865.